# Цвергпінчер
Цверґпінчер (мініатюрний пінчер, нім. Zwergpinscher) — невеликий собака, 25-30 см у холці, квадратного формату, енергійний, м'язистий, на міцних кінцівках.  Вуха стоячі або обвислі.  Шерсть коротка, блискуча.  Бувають двох забарвлень
 — чорно-підпалі та руді.

## Історія
Порода собак цверґпінчер дуже популярна у всьому світі, особливо в Європі, США і країнах колишнього так званого СНД. Ці собаки походять із Німеччини, власне, цим і пояснюється їхня популярність у Європі та США: після Першої світової війни величезна кількість людей переїхали до Америки в пошуках кращого життя. Багато з них брали із собою своїх собак, у тому числі й «мінпін» (скорочення від «мініатюрний пінчер» — це ще одна назва цверґпінчера). Тим більше, що з 1905 року й аж до початку Першої світової ці собаки стрімко набирали популярність у Німеччині.
Попри те, що традиційно вважається, ніби це дуже давня порода налічує щонайменше 600—700 років, однак, письмові записи імовірно підтверджують існування цих собак лише протягом останніх 200 років людської історії. До речі, нерідко можна почути думку, ніби карликовий пінчер був спеціально виведений як різновид добермана, тільки більш декоративного характеру, але це зовсім не так. Цверґпінчер — порода окрема, і навіть більш давня, належить до сімейства пінчер-шнауцер.
Цілеспрямоване розведення цієї породи у відносно близький нам час, почалося в 1895 році, коли в Німеччині заснували Клуб пінчерів (кілька років тому він був перейменований в Клуб пінчерів шнауцерів). Популярність цих собак росла аж до Першої світової війни, а в 1920 році перших представників породи привезли до США.
Цверґпинчер був визнаний Американським Кеннел Клубом в 1929 році в групі тер'єрів — це збіглося з підставою клубу мініатюрних пінчерів Америки. Буквально через рік їх класифікували як декоративних собак, хоча назва мініатюрний пінчер з'явилася лише через багато років — в 1972 році.

## Опис
Це маленькі собаки м'язистої статури, з лапами середньої довжини.  Голова невелика, писок трохи витягнутий, вуха трикутні, стоячі, іноді купуються.  

## Особистість
Собака породи цверґпінчер — це нескінченне джерело енергії і бурлеску.  Вони надзвичайно жваві, допитливі і часом цих собак просто неможливо зупинити.  Виховання і рання соціалізація — необхідні умови. Інакше, якщо собака до настання зрілого вік не зазнала правильного корегування поведінки і характеру в цілому, вона буде постійним джерелом проблем для господаря та оточення.
Цверґпінчер може гуляти цілий день безперервно, грати годинами, як з людьми, так і з іншими собаками. Однак, не варто думати що ця порода відрізняється великою приязню — це не так.  Якраз навпаки, вони насторожено ставляться до незнайомців, можуть гавкати на них і навіть намагатися атакувати, те ж саме можна сказати й про інших собаках, навіть якщо вони значно переважають за розміром. З кішками їх потрібно знайомити якомога раніше.
Але, якщо цверґпінчер з будь-ким подружився — він з радістю буде проводити з ним час. Вони прекрасно підходять як собаки, що б'ють на сполох — якщо ви живете в приватному будинку, це хороший варіант.  Однак, якщо він знайде дірку в огорожі, не сумнівайтеся — він обов'язково побіжить досліджувати нові запахи та новий світ за воротами.
До речі, їх потрібно навчити мовчати по команді, без цього ніяк, адже гавкати вони люблять, з приводу і без.  Цверґпінчер добре ставиться до дітей, прив'язується до членів своєї сім'ї і щиро їх любить. Великий вплив на формування характеру грає також спадковість.  Цих собак рідко використовують як сторожів, частіше, їх заводять як друга і компаньйона.

## Навчання
Цверґпінчер дуже потребує правильного виховання.  Дивлячись на його розміри, можна подумати що навряд чи собака може створити великі проблеми, однак, не спокушайтеся — проблеми вона створить. Питання тільки в кількості цих самих проблем.
Обов'язково займіться дресуванням і вихованням вашого улюбленця з раннього віку.  Велику увагу потрібно приділити слухняності і командам «Стоп!». Цвергпінчер може бути дуже впертим, і тут вам необхідно запастися терпінням, бути вимогливим, коли це потрібно.  З іншого боку, не забувайте — якщо є батіг, повинен бути і пряник.
Вам необхідно домогтися, щоб собака зупинявся і йшов до вас по команді незалежно від відволікаючих чинників, якими можуть бути — запахи їжі, ваші друзі або члени сім'ї залучені спеціально для процесу дресування.

## Догляд
Собака породи карликовий пінчер практично не потребує догляду за шерстю, оскільки вона гладка і дуже коротка.  Вичісуйте вихованця раз на тиждень щіткою, раз на десять днів підрізайте кігті і купайте вашу собаку один-два рази на тиждень. Обов'язково стежте за чистотою вух і очей.
Карликові пінчери чутливі до холоду. Не забудьте одягнути светр на нього, коли берете його на вулицю в холодну погоду.